# Качевицкое
Качевицкое, Кочевицкое, устар. Кочевицы — озеро на западе Тверской области России, в бассейне Западной Двины. Расположено на территории Западнодвинского района.
Находится в 7,5 километрах к северо-западу от города Западная Двина. Лежит на высоте 187,8 метров над уровнем моря. Протяжённость озера около 1,4 километра, ширина до 0,75 километра. Площадь водной поверхности — 0,6 км². Длина береговой линии — 3,7 км.
В юго-западную и северо-западную части озера впадают безымянные ручьи. Из восточного конца вытекает река Качевицкая, являющаяся правым притоком Западной Двины. Окружено лесами и болотами. Южный конец озера подходит к автомобильной трассе М9 Москва — Рига. На восточном берегу расположена деревня Качевицы.